# Berberis valdiviana
Berberis valdiviana là một loài thực vật có hoa trong họ Hoàng mộc. Loài này được Phil. mô tả khoa học đầu tiên năm 1856.

## Hình ảnh

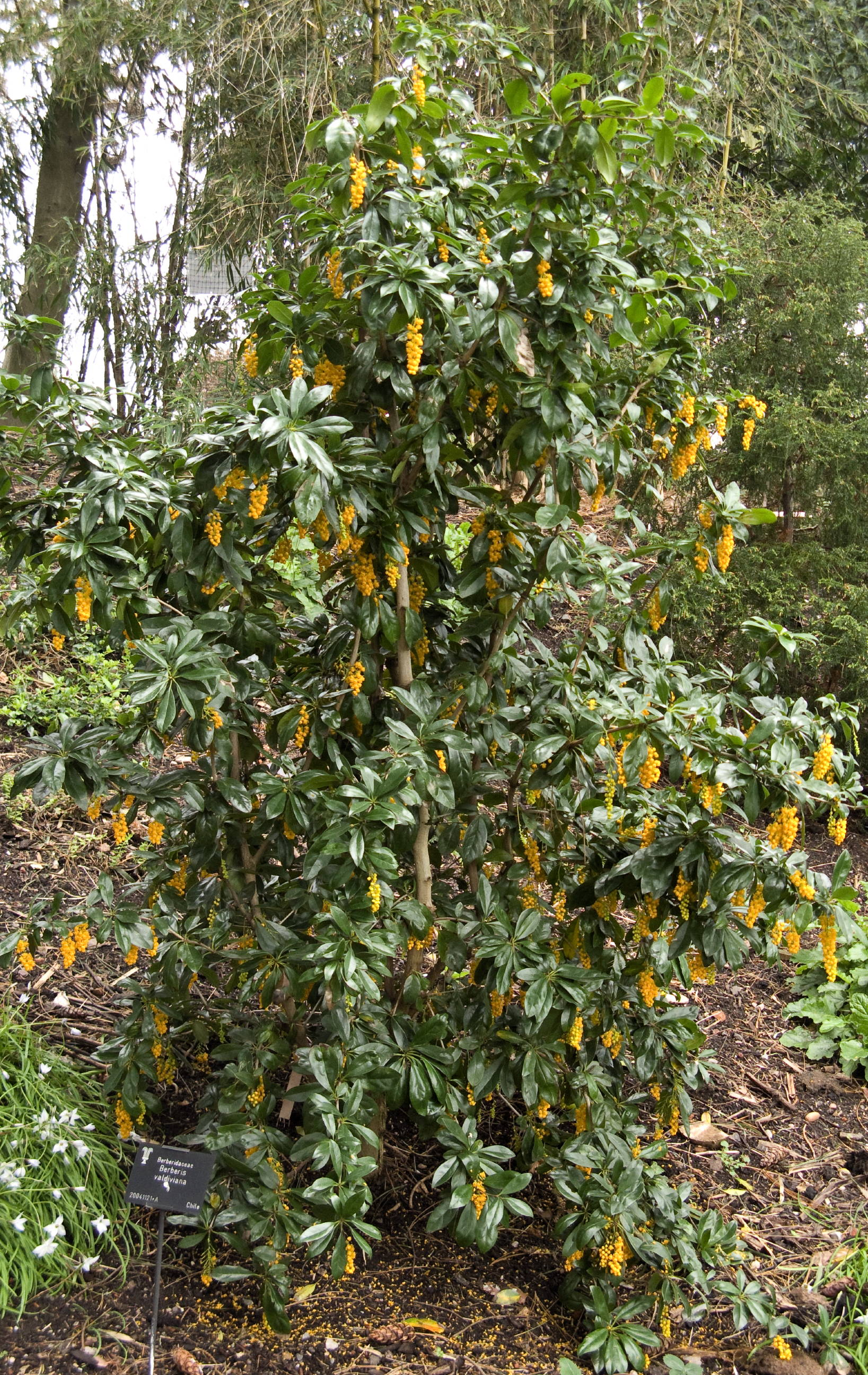
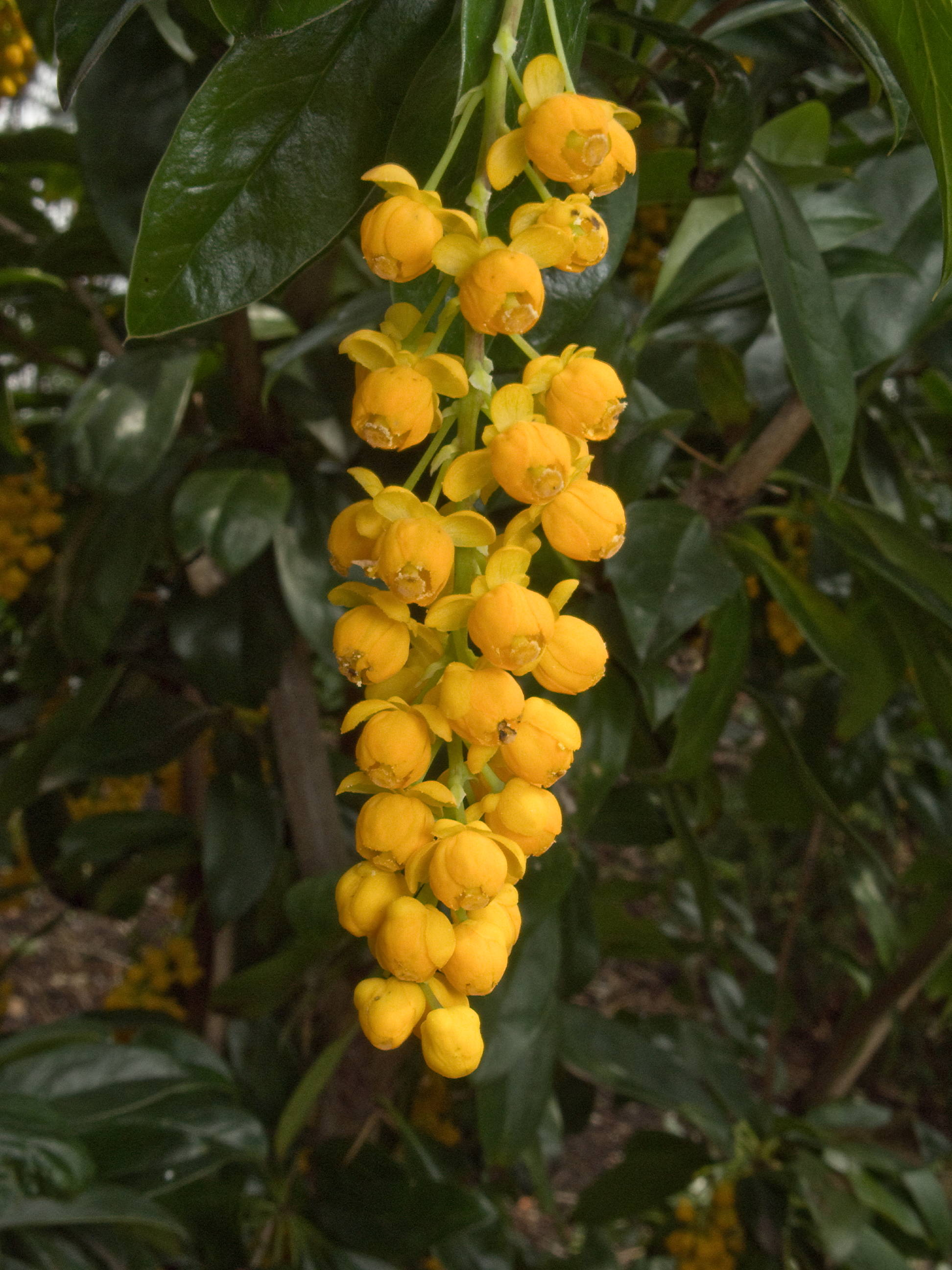